# 串田久治
串田 久治（くしだ ひさはる、1950年- ）は、日本の中国文学者、桃山学院大学教授。

## 略歴
大阪生まれ。1976年愛媛大学法文学部中国文学科卒、1979年大阪大学大学院文学研究科博士後期課程中退、大阪大学文学部助手、1981年愛媛大学法文学部講師、86年助教授、94年教授、2000年大阪府立大学教授をへて、2004年桃山学院大学教授となる。98年「中国古代における「謠」の思想史的研究」で阪大文学博士。

## 著書
- 『天安門落書』1990 講談社現代新書
- 『中國古代の「謠」と「予言」』創文社 (東洋學叢書)1999
- 『儒教の知恵 矛盾の中に生きる』2003 中公新書
- 『無用の用 中国古典から今を読み解く』研文出版 2008
- 『王朝滅亡の予言歌 古代中国の童謡』大修館書店 あじあブックス 2009

### 共著
- 『漢詩の知恵 ゆっくり楽に生きる』諸田龍美共著 学習研究社 2004
- 『漢詩酔談 酒を語り、詩に酔う』諸田龍美共著 大修館書店 2015

## 論文
- <串田久治